# Chari-Baguirmi
Chari-Baguirmi er en af de 23 regioner i Tchad. Regionens hovedby er Massenya. Regionen består af dele af det som tidligere var præfekturet Chari-Baguirmi (underpræfekturerne Massenya og Bousso, og dele af underpræfekturet N'Djamena).

## Inddeling
Chari-Baguirmi-regionen er inddelt i tre departementer:
| Departement | Hovedby  | Underpræfekturer                              |
| ----------- | -------- | --------------------------------------------- |
| Baguirmi    | Massenya | Dourbali, Maï Aïche, Massenya                 |
| Chari       | Mandélia | Koundoul, Linia, Lougoun, La Loumia, Mandélia |
| Loug Chari  | Bousso   | Bä Illi, Bogomoro, Bousso, Kouno, Mogo        |

## Demografi
De vigtigste etnisk-sproglige grupper er arabere (mere end 33 %), Fulaer, Barmaer, Kanurier og Ngambayer.